# جسر بريمان
جسر بريمان هو أحد أهم الجسور التي تقع في مدينة جدة، يقع على طريق (جدة - مكة) السريع، يصل بين شرق الطريق السريع وبين غربه، يحيط به من الشرق أحياء (حي السامر، حي المنار، حي ظلال جدة) ومنطقة خردة السيارات (التشليح) ، ومن الغرب (حي الصفا، حي المروة)، بني قبل ما يقارب ربع القرن (30 سنة) وقد أجريت عليه أعمال ترميم وتجديد كثيرة، آخرها كان شهر يونيو عام 2012 م حيث تم هدمه والعمل على إعادة بنائه من جديد وسوف يبلغ ارتفاع الجسر الجديد سبعة أمتار ونصف المتر ليتناسب مع مسار قطار الحرمين السريع الذي يربط مكة والمدينة مرورا بمدينة جدة.